# March 871
March 871 — гоночный автомобиль Формулы-1, спроектированный и построенный командой March для участия в чемпионате 1987 года. Автомобиль был оснащён двигателем Cosworth DFZ V8, а единственным пилотом команды в 1987 году стал чемпион Формулы-3000 1986 года, итальянец Иван Капелли.

## Сезон 1987 года
Титульным спонсором команды с сезона 1987 года стала японская компания по недвижимости Leyton House.
March 871 не был готов к первой гонке в Бразилии, поэтому команда использовала гибрид машины Формулы-3000/Формулы-1 — March 87P. March 871 появился благодаря доработке машины Формулы-3000. На шасси установили двигатель Формулы-1, а также соответствующие шины.
871 дебютировал во второй гонке сезона в Сан-Марино. Болид команды был неконкурентоспособным и лучшим результатом команды стал финиш на шестом месте на Гран-при Монако 1987 года, на этом этапе командой было заработано единственное очко в сезоне.

## Результаты
| Легенда к таблице |                                                                    |
| --- | ------------------------------------------------------------------ |
| В таблице перечислены результаты всех Гран-при Формулы-1, в которых использовался автомобиль. Строками таблицы являются сезоны, столбцами — этапы чемпионата мира. В каждой клетке указаны сокращённое название этапа и результат, дополнительно обозначенный цветом. Расшифровка обозначений и цветов представлена в нижеследующей таблице. |                                                                    |
| \| Пример \| Описание \| \| ------------ \| ------------------------------------------------------------------ \| \| 1 \| Победитель \| \| 2 \| Второе место \| \| 3 \| Третье место \| \| 5 \| Финишировал, заработав очки \| \| Сход \| Не финишировал, но при этом заработал очки \| \| 12 \| Финишировал, не получив очков \| \| НКЛ \| Финишировал, но не попал в финальную классификацию \| \| 15 \| Участвовал вне зачёта, либо по отдельной классификации \| \| 18 \| Не финишировал, но попал в финальную классификацию \| \| Сход \| Не финишировал \| \| НКВ \| Не прошёл квалификацию \| \| НПКВ \| Не прошёл предквалификацию \| \| ДСК \| Дисквалифицирован \| \| ИСК \| Исключён из протокола соревнований \| \| ТТ \| Заявлен для участия только в тренировках \| \| НС \| Участвовал в квалификации, но не стартовал в гонке \| \| Т \| Травмирован или болен \| \| ОТК \| Отказ от участия \| \| НТР \| Прибыл на соревнования, но на трассу не выезжал \| \| НПР \| Был заявлен в числе участников, но не прибыл к началу соревнований \| \| О \| Соревнования отменены \| \| \| Не участвовал \| \| Поул-позиция \| \| \| Быстрый круг \| \| |                                                                    |
| Пример | Описание                                                           |
| 1 | Победитель                                                         |
| 2 | Второе место                                                       |
| 3 | Третье место                                                       |
| 5 | Финишировал, заработав очки                                        |
| Сход | Не финишировал, но при этом заработал очки                         |
| 12 | Финишировал, не получив очков                                      |
| НКЛ | Финишировал, но не попал в финальную классификацию                 |
| 15 | Участвовал вне зачёта, либо по отдельной классификации             |
| 18 | Не финишировал, но попал в финальную классификацию                 |
| Сход | Не финишировал                                                     |
| НКВ | Не прошёл квалификацию                                             |
| НПКВ | Не прошёл предквалификацию                                         |
| ДСК | Дисквалифицирован                                                  |
| ИСК | Исключён из протокола соревнований                                 |
| ТТ | Заявлен для участия только в тренировках                           |
| НС | Участвовал в квалификации, но не стартовал в гонке                 |
| Т | Травмирован или болен                                              |
| ОТК | Отказ от участия                                                   |
| НТР | Прибыл на соревнования, но на трассу не выезжал                    |
| НПР | Был заявлен в числе участников, но не прибыл к началу соревнований |
| О | Соревнования отменены                                              |
| | Не участвовал                                                      |
| Поул-позиция |                                                                    |
| Быстрый круг |                                                                    |

| Команда           | Двигатель       | Шины | Пилот   | 1   | 2    | 3    | 4   | 5    | 6    | 7    | 8    | 9   | 10  | 11  | 12  | 13  | 14   | 15   | 16   | Место | Очки |
| ----------------- | --------------- | ---- | ------- | --- | ---- | ---- | --- | ---- | ---- | ---- | ---- | --- | --- | --- | --- | --- | ---- | ---- | ---- | ----- | ---- |
| March Racing Team | Cosworth DFZ V8 | G    |         | БРА | САН  | БЕЛ  | МОН | ДЕТ  | ФРА  | ВЕЛ  | ГЕР  | ВЕН | АВТ | ИТА | ПОР | ИСП | МЕК  | ЯПО  | АВС  | 13    | 1    |
| March Racing Team | Cosworth DFZ V8 | G    | Капелли |     | Сход | Сход | 6   | Сход | Сход | Сход | Сход | 10  | 11  | 13  | 9   | 12  | Сход | Сход | Сход | 13    | 1    |